# Джачинто Джиганте
Джачинто Джиганте (на италиански: Giacinto Gigante; * 11 юли 1806, Неапол, Неаполитанско кралство, † 29 септември 1876, пак там, Кралство на двете Сицилии) е италиански художник, гравьор и учител, известен с пейзажната си живопис. Той е върховен представител на Школата в Позилипо. 

## Биография

### Начало
Джачинто Джиганте е роден на 11 юли 1806 г. в квартал Позилипо в Неапол като най-големият син в семейството на неаполитанския художник Гаетано Джиганте (* ок. 1770, † 23 септември 1840) и Анна Мария Фатати. Има седем братя и сестри, четирима от които умират млади, а останалите трима – Емилия (* 1809, † 1839), Ерколе Леоне (* 29 януари 1815, † 1860) и Акиле (* 3 август 1823, † 1846) стават художници.
От баща си получава първите уроци по рисуване, а около 1818 г. вече рисува пейзажи и многобройни портрети, един от които е Седнал стар рибар, където освен своя подпис художникът поставя и надписа: „Този моряк е първата фигура, която нарисувах от натура през 1818 г.“.
През 1820 г. заедно с художника Акиле Вианели Джачинто Джиганте посещава за няколко месеца частно ателието на германския пейзажист Якоб Вилхелм Хюбер, намиращо се по това време в Неапол, при когото изучава рисуване с акварел. Хюбер е академичен пайзажист, който учи младия си ученик на използването на „оптична камера“ или camera lucida: с този инструмент Гиганте може да копира върху чертожен лист периметъра на пейзажа, който възнамерява да изобрази, нарисуван преди това върху прозрачно фолио. 
Едновременно с това той работи като дизайнер на карти в Кралската топографска служба. Благодарение на това той успява да изучи офорта и литографията, като последната техника е въведена в дейността на службата 2 г. по-рано (през 1818 г.). От 1829 г. тя се използва от художника, за да направи многобройни копия на пейзажите, които рисува. 
Онова, с което се занимава Джачинто Джиганте през тези години, е изпълнението на Топографска и хидрографска карта на Неапол и околностите. Работа, при която е необходимо да се документират географските територии на Неапол и тяхната хидроложка система, е чудесно изпълнена благодарение на получените технически уроци при Якоб Вилхелм Хюбер. Този опит всъщност послужва много на Джиганте, който от втората половина на 1810-те години прилага тази техника в създаването на градски и монументални гледки на Неаполския залив, подходящо продавани на онези богати чуждестранни туристи, които, минавайки през Неапол по време на своята Велика обиколка, желаят да запазят поне едно изображение на тези легендарни места. 

### Ученик на Антон Сминк ван Питло
След като Якоб Вилхелм Хюбер напуска Неапол, през 1821 г. Джачинто Джиганте завършва студентски курс под ръководството на холандския художник Антон Сминк ван Питло в Катедрата по Пейзажна живопис към Кралската академия за изящни изкуства в Неапол. Художникът дава решителен импулс на своето изкуство и през 1824 г. получава награда, втората степен за пейзаж. Също през 1824 г. той рисува първата си маслена картина – Езерото Лукрино, характеризираща се с „дебел и плътен допир, ту широк, ту малък и гъст”. Ако всъщност Якоб Вилхелм Хюбер запознава художника с основите на живописта, то Ван Питло е неговият истински „духовен“ учител, който го въвежда в иновациите, практикувани от космополитната неаполитанска художествена общност, оживена по това време от многобройни чуждестранни художници като Джоузеф Търнър и Юхан Дал. Характеристики, забелязани в картините на Джачинто Джиганте от онези години, има и в творбите на други художници ученици на Антон Сминк ван Питло, обединени в Школата в Позилипо, където Джачинто Джиганте е един от най-признатите представители. За разлика от студентите на Академията, Джиганте има директен контакт с природата, който придава на творбите му оригинална реалност на светлината и усещане за цвят. В тази практика той не е сам, а е подкрепян от школата в Позилипо.
Между април и май 1826 г. Джиганте заминава за Рим, където отсяда при швейцарския художник Йохан Якоб Волфенсбергер. След завръщането си той участва в първата изложба на произведения на изобразителното изкуство, създадена в Кралския музей на Бурбоните, като излага два пейзажа от Рим и два от Кампания. През 1827 г. Г., за да избегне военната служба и понеже не може да плати вместо това, художникът участва в академичното състезание, което спечели с картината Селска къща с храсти и гори, по-късно подарена на холандския художник Питер ван Ханселере, който в замяна на това рисува портрет на баща му Гаетано.
Междувременно Джиганте се влюбва в Елоиза Вианели – сестра на неговия приятел Акиле Вианели. Бракът им, сключен на 1 февруари 1831 г., е много щастлив и от него се раждат осем дъщери, които се свързват със семействата на други представители на Школата в Позилипо: Силвия и Мариана се омъжват за Фердинандо и Джовани Дзедзон, съответно племенник и син на художника Антонио Дзедзон; София и Лора се омъжват за братята Мариано и Франческо Фергола, синове на Салваторе Фергола; Наталия се омъжва за художника Паскуале Де Лука, а Елена – за Аугусто Витинг, племенника на Теодоро Витинг.
Между 1829 и 1832 г. художникът се отдава на графиката. Сега вече чертежите му не са просто подготвителни проучвания, а автентични автентични точки за пристигане на художника, който участва в изготвянето на три тома на Картинно пътешествие в Кралството на двете Сицилии. За първия том през 1930 г. той допринася с оригинални свои литографии: Езерото Лукрино (вариант на творбата от 1824 г.) и Останките от храма на Венера в Бая, както и изгледи, изобразяващи Помпей, Позилипо, Санта Киара и др. За втория том (1831-32) той предоставя 23 изгледа на Франческо Венцел, Дж. Форино и Дж. Дура, а за третия (1832) рисува някои от темите на Антонио Маринони. 
Също през 1832 г. е публикуван Esquisses pittoresques et decriptives de la ville et environs de Naples с текст на Е. Либераторе, за който Джиганте прави 100 литографски рисунки на Венцел, много от които са взети от разкопките на Помпей. От този период са многобройните негови акварели, особено гледки към Капри и Помпей, като Синята пещера от 1832 г., Капри от изкачването на Анакапри, Портикът на театрите и Къщата на цветните капители от 1835 г., в които засилването на перспективните разрези подчертава светлинните контрасти. 
През 1820-те години Джиганте се сприятелява с руския пейзажист Силвестер Федосиевич Щедрин († 1830). В неговата компания художникът рисува много гледки към околностите на града, като изпитва върху себе си известно влияние в претопяването на стила  му. Благодарение на Щедрин той навлиза в кръговете на Руското посолство в Неапол и на богатата неаполитанска аристокрация, която много скоро оценява неговите картини, което повишава количеството поръчани произведения. Той също така е приятел на Флориано Пиетрокола и консултант за произхода на неговите фигури в традиционни носии.

### Последни години
През 1837 г. Антон Сминк ван Питло умира от холера и Джачинто Джиганте се утвърждава, като основен представител на Школата в Позилипо. През същата година той дори се мести да живее в къщата на починалия художник на ул. Васто а Гиайа, № 11, въпреки че още през 1844 г. благодарение на постъпленията от множество руски поръчки, си купува жилище в подножието на Вормеро (квартал в Неапол), където да живее с голямото си семейство.
След няколко пътувания през 1846 г. до Сицилия  като придружаващ руската императрица Александра Фьодоровна (Шарлота), и през 1848 г. до Соренто, Джачинто Джиганте влиза в контакт с бурбонските кръгове, като получава от канцеларията на Фердинанд II (крал на Двете Сицилии) поръчка за картини с изгледи от Гаета. През 1851 г., освен че е номиниран за Почетен професор в Кралската академия за изящни изкуства в Неапол, той също така е натоварен да преподава живопис на малките принцеси, поради което в периода 1852 – 1855 г. посещава Казерта, остров Иския и Гаета. В ателието му се обучава неаполитанският художник Джовани Джордано Ланца.
Художествено свидетелство за тези престои, за които Джачинто Джиганте е удостоен с титлата „Рицар на Ордена“, са картините Кралската вила в Иския, Кралският парк Куизизана и Ловната хижа в парка на Казерта, Маринела и Неапол от ул. Позилипо. След 1861 г., по поръчка на новия монарх на Обединена Италия, художникът създава акварела Капела „Сан Дженаро“ в Катедралата на Неапол по време на чудото на кръвта. Картината е изложена на Световната изложба в Париж през 1867 г., където бива аплодирана от Паскуале Вилари – италиански историк, университетски преподавател и политик, който заявява: „Джиганте е акварелист, чиито равни заслуги не биха били намерени в Италия“.
Джачинто Джиганте умира в Неапол на 29 ноември 1876 г.

## Стил
Джачинто Джиганте се смята, подобно на майстора Антон Сминк ван Питло, за един от най-чувствителните и значими представители на Школата в Позилипо. След началото си като картографски чертожник Джиганте се доближава до живописта на холандеца Ван Питло: именно като следва пътя, начертан от майстора, той допринася за обновяването на традицията на пейзажната живопис, която дотогава е засегната от композиционните форми с документален произход, въведен от Якоб Филип Хакерт. Джиганте, от друга страна, не се отнася с уважение към строго реалистичното възстановяване на натуралистичните данни, но проявява повече внимание към емоционалния компонент на изображението, натоварено с живи лични внушения поради наблюдение en plein air. Въпреки значителната строгост на представянето Джиганте улавя пейзажа чрез екстазни отдавания и ярки атмосферни изследвания, като по този начин разкрива интензивно чувство на лирическа интимност, което е в пълно съответствие с естетическата категория на живописното.
Визуалните полета, възприети от Джиганте, никога не са широки, а винаги обхващат перспективи, ограничени до малки пространства, описани с почти фотографски разрез. Освен това картините му са оживени от голяма интимност поради избора му да изобразяват пейзажи с хора, които извършват ежедневни, почти банални действия: именно по този начин острото живописно изследване на Джиганте успява да обърне еднакво внимание на привързаното ежедневие на субекта и на свежия натурализъм на представянето, и издава спокойна, съзерцателна, дори меланхолична визия за реалността. Сред любимите му сюжети са слънчевата провинция на Флегрея, пищното крайбрежие на Соренто и островите Капри, Иския и Прочида с техните хроматични магии.
Джиганте получава решаващ стимул особено от картината на англичанина Уилям Търнър, от когото черпи вдъхновение за методите на използване на акварела и за неговите безбройни творчески потенциали, особено подсилени в платна като Порто Салво и в зелената природа на Пейзаж от Соренто (1850 г.). Подобни импулси са получени от убедителната пластичност на средиземноморската светлина, мъдро оформена в Бурята в залива на Амалфи, където слънчев лъч успява да пробие облаците и да освети част от морето на Амалфийското крайбрежие, възстановявайки впечатлението за приятна сладост въпреки бурното море.
Особено иновативен е и Залез в Казерта, където „безскрупулността“: на изобразителната техника, с която Джиганте използва цвета, е прелюдия към последващите насоки на импресионистичното изкуство, ориентирано към репрезентации с чист цвят.

## Картини на Джачинто Джиганте
- Марина д'Иския (ок. 1825), Национална галерия за модерно изкуство (Рим)
- Ривиера ди Гиая в Неапол (1837), Ермитаж (Санкт Петербург)
- Марина ди Позилипо (ок. 1844), Национална галерия за модерно изкуство (Рим)
- Помпей, Национална галерия за модерно изкуство (Рим)
- Езерото Иския
- Кастел Сант Анджело в Рим
- Неаполският залив с Везувий
- Пазарен ден в Амалфи (1845)
- Пл. Риарио Сфорца с колоната на Сан Дженаро (1849)
- Куизизана, Кастелмаре ди Сабия (1851)